# Music for Umbrellas
 Music for Umbrellas – drugi album bydgoskiego zespołu jazzowego Sing Sing Penelope, wydany przez Monotype Records w 2006 roku.

## Spis utworów
1. "Chickens" – 05:33
2. "Fis & Love" – 10:22
3. "La Couchette" – 07:53
4. "Black Minority" – 07:26
5. "Walce Bydgoskie" – 09:20
6. "Summa Musica" – 10:16

## Twórcy
- Tomek Glazik – saksofon tenorowy i barytonowy, syntezator
- Rafał Gorzycki – perkusja
- Wojtek Jachna – trąbka
- Daniel Mackiewicz – fortepian elektryczny, organy, perkusja
- Patryk Węcławek – kontrabas, gitara basowa
- Sebastian Gruchot – skrzypce (1)